# ...že jsi naň pamětliv
...že jsi naň pamětliv (anglicky „That Thou Art Mindful of Him!“ nebo „. . . That Thou Art Mindful of Him“) je vědeckofantastická povídka spisovatele Isaaca Asimova, která vyšla poprvé v květnu 1974 v časopise The Magazine of Fantasy & Science Fiction. Byla následně zařazena např. do antologie Final Stage (1974) a sbírek The Bicentennial Man and Other Stories (1976) a The Complete Robot (1982). Česky vyšla např. ve sbírce Robohistorie II. (2004). Povídka se odehrává přibližně 100 let po událostech popsaných v jiné povídce „Konflikt nikoli nevyhnutelný“.

## Postavy
- Susan Calvinová - bývalá robopsycholožka firmy Americká korporace robotů a mechanických lidí (AKRaML), v povídce je pouze zmíněna
- Keith Harriman - ředitel výzkumu v AKRaML
- Gunnar Eisenmuth - konzervátor
- Maxwell Robertson - majitel AKRaML
- Sidney Desátý - robot
- Sidney Devátý - robot

## Děj
Keith Harriman, ředitel výzkumu v Americké korporaci robotů a mechanických lidí (jiným názvem Národní americká společnost pro výrobu robotů) řeší problém, jemuž nemusela čelit ani slavná robopsycholožka z historie firmy Susan Calvinová. Technofobie obyvatel Země (Frankensteinův komplex) se po dlouhých letech nijak nezmenšila, roboti už nemohou být využíváni ani na Měsíci či v kosmickém prostoru mimo Zemi. Harriman se sejde s představitelem Globální vlády Gunnarem Eisenmuthem, jenž mu dá 2 roky na to, aby společnost vyklidila pozice se ctí. Tak jako tak déle nevydrží. Harriman ale nezahálel, do nové výrobní řady robotů vkládá velké naděje. Tito roboti jsou nejpokročilejší ze všech a na popud ředitele výzkumu řeší mezi sebou filosofické otázky. Robot Sidney Desátý dostane nápad, jak zachovat firmě vliv. Jelikož lidé berou roboty za konkurenty po mnoha stránkách vyspělejší než jsou sami, mají z nich strach. Sydney Desátý navrhne vyrábět miniaturizované roboty, kteří budou zaměřeni na ekologii (např. hubit přemnožený hmyz atd.). Tento návrh skutečně projde a firma je zachráněna. Platí však zákaz výroby humanoidních robotů, Sydney Desátý zůstává se Sydneym Devátým ve skladu společnosti a čekají na chvíli, kdy si lidstvo zvykne na přítomnost nových robotů. Poté nadejde jejich čas a oni budou moci převzít iniciativu na úkor lidstva.

## Česká vydání
Česky vyšla povídka v následujících sbírkách nebo antologiích:
Pod názvem ...že jsi naň pamětliv:
- Roboti a androidi (Svoboda, 1988)
- Robohistorie II. (Triton, 2004)[1]